# ネゴイウ山
ネゴイウ山（ネゴイウさん、ルーマニア語: Vârful Negoiu 発音 [neˈɡoju]）あるいはネゴイ山は、ルーマニア中央部の南カルパティア山脈にある山である。標高は2,535メートルで、モルドヴェアヌ山に次ぐ、ルーマニア第2の高峰である。
ネゴイウ山が位置するのは、南カルパティア山脈のなかでも、結晶岩質の岩石からなるファガラシュ山群で、圏谷などの氷河地形が残り、急峻なアルプス的山容を示す。
かつては、ネゴイウ山がファガラシュ山群の最高峰とみなされていた。古くは、“Piatra lui Tunsu”（Tunsuの石）という名前で呼ばれていたという。
ネゴイウ山頂へ至る登山道はいくつかあるが、登山者達に最もよく利用されるのは、トランスファガラシャン沿いに位置するバレア湖から登る道である。

## ギャラリー

ネゴイウ山の地形の3次元描画
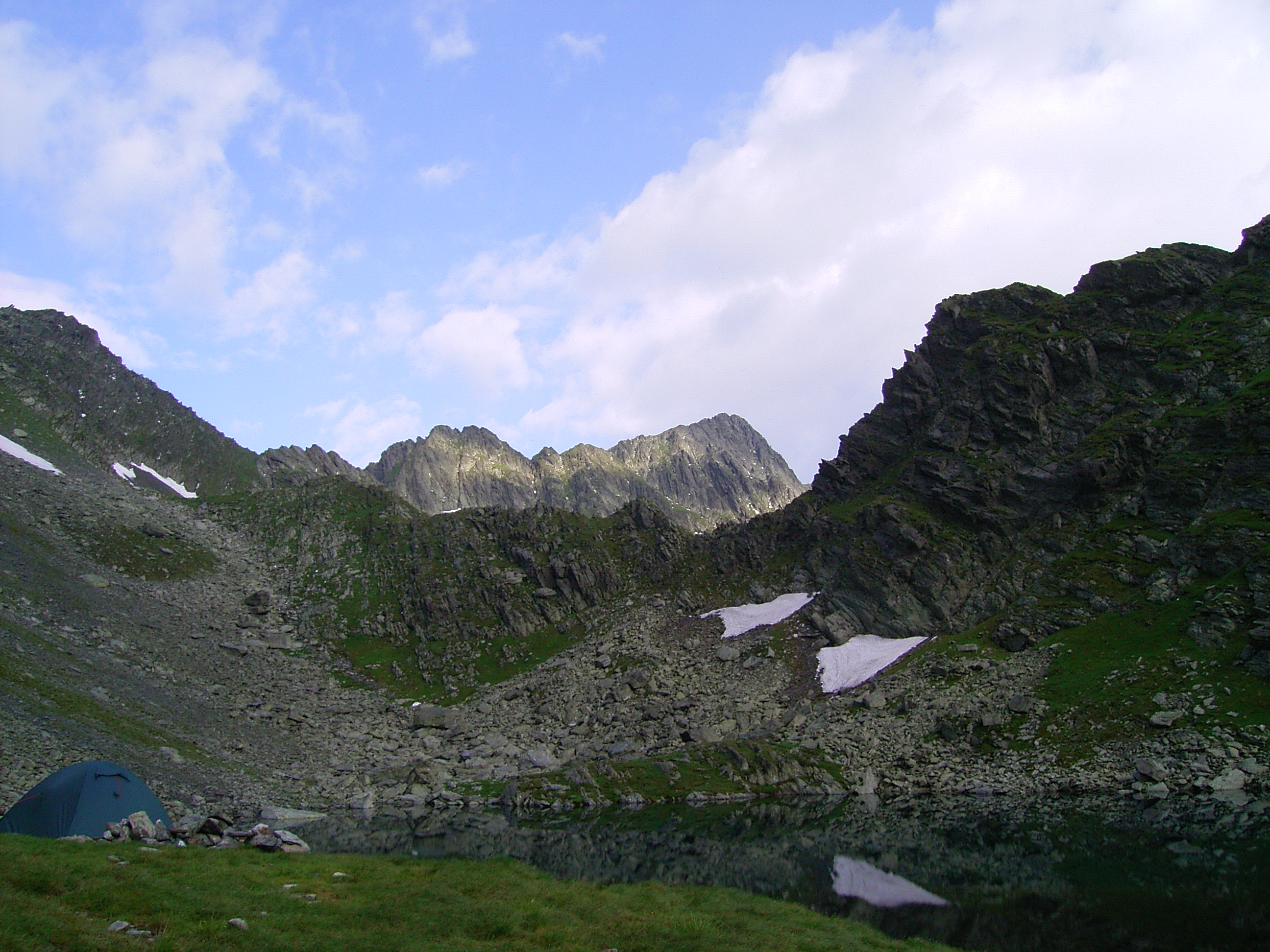
ネゴイウ山（中央奥）
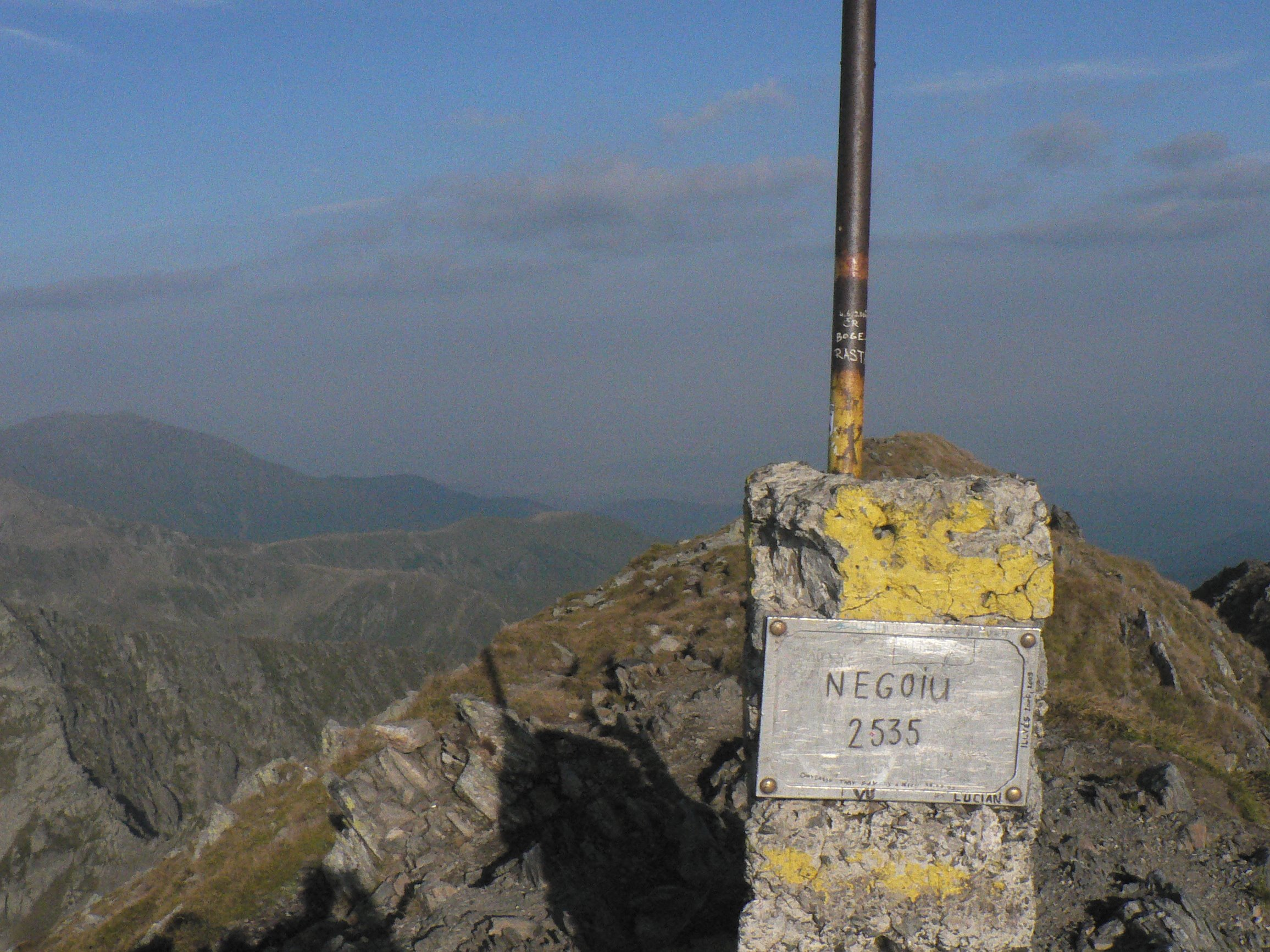
ネゴイウ山頂